# Isabella Blow
Isabella "Issie" Blow (19 de noviembre de 1958 - 7 de mayo de 2007) fue una editora de moda inglesa, así como la musa y principal modelo del diseñador de sombreros Philip Treacy. A Blow se le atribuye el descubrimiento de las modelos Stella Tennant y Sophie Dahl, así como del diseñador de moda Alexander McQueen.

## Carrera
Luego de aprobar sus estudios secundarios en Inglaterra, Blow se mudó a los Estados Unidos en 1979 para estudiar arte chino antiguo en la Universidad de Columbia. Allí compartió habitación con la actriz Catherine Oxenberg. Un año después dejó el programa de Historia del Arte en Columbia, se mudó a Texas y trabajó para el diseñador francés Guy Laroche. En 1981 se casó con su primer marido, Nicholas Taylor (de quien se divorció en 1983) y fue presentada ante la directora de moda de la edición estadounidense de Vogue, Anna Wintour. Blow fue contratada inicialmente como asistente de Wintour, pero no pasó mucho tiempo antes de que se convirtiera en editora general de Vogue en los Estados Unidos. Mientras trabajaba en Nueva York, se hizo amiga de Andy Warhol y Jean-Michel Basquiat.
Regresó a Londres en 1986 y trabajó para Michael Roberts, entonces director de moda de Tatler y la revista The Sunday Times Style. Durante este período tuvo un romance con el editor Tim Willis. En 1989, Blow se casó con su segundo marido, el abogado Detmar Hamilton Blow, nieto del arquitecto Detmar Blow, en la catedral de Gloucester. Philip Treacy diseñó su tocado de novia, formándose una gran amistad y relación laboral entre Isabella y Treacy. Al darse cuenta del talento de Treacy, Blow estableció a Treacy en su departamento de Londres, donde trabajó en sus colecciones. Pronto comenzó a usar los sombreros de Treacy, haciéndolos una parte característica de su estilo extravagante.
A finales de la década de 1990, Blow empezó a sufrir de depresión y según los informes, estaba angustiada por su incapacidad para "encontrar un hogar en un mundo que ella influenció". Daphne Guinness, amiga personal de Blow, declaró: "Estaba molesta porque Alexander McQueen no la contrató cuando le vendió su marca a Gucci. Todos los demás obtuvieron contratos y ella simplemente obtuvo un vestido gratis". Según una entrevista de 2002 con Tamsin Blanchard, fue Blow quien negoció el trato en el que Gucci compró la marca de McQueen.

### Muerte
El 6 de mayo de 2007, durante una fiesta en una casa de fin de semana en Hilles, Blow anunció que iba a salir de compras. Sin embargo, más tarde fue descubierta en el suelo del baño por su hermana Lavinia y fue llevada al Hospital de Gloucestershire, donde Blow le dijo al doctor que había bebido el herbicida Paraquat. Murió en el hospital al día siguiente. Inicialmente, se informó que la muerte de Blow había sido causada por cáncer de ovario, enfermedad que le había sido diagnosticada meses atrás; sin embargo, un médico forense más tarde dictaminó que la muerte había sido un suicidio. En la investigación, la hermana de Blow, Lavinia Verney, declaró que después de descubrir que su hermana había ingerido el veneno, Blow le había dicho: "Me preocupa no haber tomado lo suficiente".
Después de su muerte, Detmar Blow confirmó que su esposa sufría de depresión y que una vez había declarado: "Estoy luchando contra la depresión y no puedo vencerla". Su funeral se realizó en la Catedral de Gloucester el 15 de mayo de 2007.